# História da reforma psiquiátrica no Brasil
O entendimento e a forma de lidar da doença mental tem variado ao longo do tempo e parece estar tanto relacionado com os avanços da ciência como também com os valores e as crenças de uma época e local.
O presente artigo tem por objetivo contextualizar e ampliar as perspectivas de compreensão da Reforma do Modelo de Assistência em Saúde Mental no Brasil, lei 10.216. Para tal parte dos primórdios do entendimento da doença mental até chegar à atualidade.

## O caso Brasil
Guardada uma defasagem temporal, movimentos semelhantes aos citados na introdução também ocorreram no Brasil. Conforme escrito nas diretrizes para um modelo de assistência integral em saúde mental no Brasil (2006 - ABP): O primeiro momento de preocupação efetiva com o doente mental no Brasil foi em 1808 (período da transferência da corte portuguesa para o Brasil), quando se autorizou, por decreto, a construção do hospício. O motivo de tal decisão “foi a perturbação do funcionamento do Cais do Rio de Janeiro pelos inúmeros loucos que por ali perambulavam”. Em 1852, 11 anos depois foi inaugurado o Hospício Pedro II, o qual recebeu, de imediato, 144 pacientes oriundos dos porões da Santa Casa e de uma instalação provisória que existia na Praia Vermelha.[carece de fontes?]
No século XX, o Estado Brasileiro optou por delegar grande parte do atendimento hospitalar ao doente mental à iniciativa privada, cabendo a ele, Estado, pagar e fiscalizar. Não fiscalizou e, a semelhança do ocorrido no resto do mundo, boa parte destes serviços superlotaram e deterioraram.[carece de fontes?]
Em 1989, ao que parece fortemente influenciado pela Lei 180/1978 de Franco Basaglia na Itália, o deputado federal Paulo Delgado lançou um projeto de lei (PL-3657/1989) propondo o fechamento de todos os hospitais psiquiátricos do país (“...Dispõe sobre a extinção progressiva dos manicômios...”). Na época, tal projeto foi rejeitado na Câmara do Deputados, por 23 votos contra 4. Neste mesmo ano, o médico Pedro Delgado (irmão do então deputado), criou e passou a presidir uma ONG intitulada ‘Instituto Franco Basaglia’.[carece de fontes?]
Passaram-se doze anos até que uma lei fosse promulgada. Na Lei 10.216/2001 lê-se em sua epígrafe literalmente: "Dispõe sobre a proteção e os direitos das pessoas portadoras de transtornos mentais e redireciona o modelo assistencial em saúde mental". Ela assegura os direitos dos portadores de transtornos mentais, priorizando o atendimento junto à comunidade, assim como atenção em todos os níveis ("consentâneo as necessidades", Art.2º § único-I) e faculta a hospitalização em instituições que não tenham características asilares (Art.4º, § 3º). Na Lei, nenhum dos artigos aponta para o fechamento de hospitais psiquiátrico ou utiliza a palavra ‘manicômio’, que estava em desuso no país devido ao seu caráter pejorativo, ou a expressão “reforma psiquiátrica”.
Por sucessivos governos, dessa época até o ano de 2011, o escolhido para ser o Coordenador de Saúde Mental do Ministério da Saúde o médico Pedro Delgado (irmão do deputado que havia tido seu projeto de lei rejeitado em 1989, Sr. Paulo Delgado). Além disto, o Instituto Franco Basaglia recebia verbas do Ministério da Saúde para dar suporte técnico e para treinar as equipes de saúde de atenção em saúde mental. Estes arranjos fizeram com que muitas das portarias que deveriam implementar a Lei 10.216 tomassem um perfil mais sintonizado com o proposto em 1989 que o promulgado em 2001. Vejamos:
- O número de leitos psiquiátricos caísse de 120 mil para menos de 30 mil (o que representa uma redução de uns 80%, se considerarmos o crescimento populacional no mesmo período[1];
- O orçamento destinado a saúde mental é redirecionado preferentemente para os recursos extra-hospitalares. A rede hospitalar, que recebia praticamente todo o orçamento destinado a saúde mental, passou a receber menos da metade do montante;
- Criam-se aproximadamente 1500 Centros de Atenção Psicossocial (CAPS) no Brasil, mas número ainda é considerado insuficiente (inclusive pelo próprio Ministério da Saúde) e pouco eficiente, para algumas das poucas avaliações metódicas realizadas sobre o modelo[2];
- Do orçamento geral da saúde, a parte que é destinada para a saúde mental caiu[3] de cerca de 5,7% para 2,6%

Em resumo: 
- O redirecionamento do modelo assistencial em saúde mental fez parte de uma mudança no paradigma da assistência em diversas áreas da medicina, no mundo e no Brasil.
- Talvez em decorrência da complexidade da vida mental e da impalpabilidade da mesma (principalmente quando comparada a outras especialidades médicas), a doença mental e seu adoecer, ao longo do tempo, sempre se viu muito a mercê de opiniões e de juízos de valores, em detrimento de seu estado da arte.
- As peculiaridades desse campo de conhecimento terminam por torná-lo mais suscetível a equívocos ou mesmo a usos indevidos[4].
- No que se refere a reforma no Brasil, diversos especialistas concordam que ela trouxe mudanças necessárias, para superar um modelo que já estava falido. Lastimam entretanto, que o país não tenha aproveitado do conhecimento gerado por experimentos semelhantes ocorridos em outros países cerca de uma, duas ou três décadas antes, de forma que não repetíssemos erros que acrescentam ainda mais sofrimento a uma população de pacientes que quase sempre esteve aquém da assistência e do conforto que nosso conhecimento poderia lhes oferecer.

erros que poderíamos ter evitado:
- um desmantelamento dos hospitais psiquiátricos muito mais rápido que a criação de uma rede ambulatorial efetiva, gerando o fenômeno da “porta giratória” (ter alta de um hospital psiquiátrico, não ter onde seguir tratamento e tornar a internar poucas semanas após);
- de usar o redirecionamento a assistência junto a comunidade como uma tentativa de reduzir o orçamento para saúde mental 6;
- do nada elegante mas auto-explicativo termo “a privatização da loucura”, onde somente aqueles que têm recursos financeiros conseguem atendimento em todos os níveis de atenção;
- de dificultar a hospitalização mesmo dos casos muito graves, como forma de forçar a implementação de um novo paradigma;
- do despejo de doentes mentais e conseqüente aumento dos mesmos entre a população carcerária e os sem tetos.